# Paul Leyland
Paul Leyland (n.  ?) este un teoretician al numerelor britanic care a studiat factorizarea numerelor întregi și algoritmii pentru testarea unui număr dacă este prim.
Leyland a contribuit la factorizarea RSA-129, RSA-140 și RSA-155, precum și la studiul potențialelor numere prime factoriale mai mari decât 400! + 1. De asemenea, a studiat numerele Cunningham, numerele Cullen, numerele Woodall etc. și numerele de forma {\displaystyle x^{y}+y^{x}}, care acum se numesc numere Leyland. El a fost implicat în proiectul NFSNet pentru a utiliza calcule distribuite pe internet în perioada 2005-2008.